# 西出興業
西出興業株式会社（にしでこうぎょう）は、日本の各種サービス業を行う企業である。北海道赤平市に本社を置く。

## 沿革
- 1938年 - 西出喜一が住友赤平鉱株式会社の荷扱所として創業。
- 1940年 - 坑内馬匹供給。
- 1941年 - 土木工事始め。
- 1942年 - 微粉採取業の開始。
- 1943年 - 建築工事始め。 　　　　  坑内坑道掘進請負。
- 1946年 - 製柾工場設立。
- 1948年 - 西出興業株式会社を設立。　　　　　　　　　　　　　　　　　　　　　　　　　　芦別支店開設。
- 1949年 - 印刷業開業。
- 1950年 - 新歌志内支店閉鎖。　　　　　　　　　　　　　　　　　　　　　　　　　　　　　　　　　　　　石油販売開業。
- 1955年 - 子会社 西出ハイヤー株式会社を設立。　　　　　　　　　　　　　　　　　　　　　　　　　自動車部品販売開始
- 1957年 - 合資会社　光文堂設立。（系列会社第2号）　　　　　　　　　　　　　　　歌志内営業所開設。 新末広炭鉱開鉱。 八ツ手の沢炭鉱開鉱。
- 1958年 - 自動車整備工場を開設。部品販売所　社屋落成。　　　　　　　　　　　　　　　　　　　　　創業20周年・創立10周年記念。
- 1959年 - 赤平給油所新設。
- 1960年 - プロパンガス及び器具販売。　　　　　　　　　　　　　　　　　　　　　　　　　　　　　　　　　　　歌志内給油所新設。（給油所第2号） 本社社屋新築。
- 1961年 - 札幌営業所を開設。一般貨物運送事業に参入。
- 1964年 - 西出商事株式会社設立。（系列会社第3号）
- 1966年 - プロパン充填所新設。
- 1967年 - 計量所新設。　レンタカー営業。　子会社 株式会社光文堂を設立。
- 1968年 - 西出ハイヤー株式会社　歌志内営業所新築。　　　　　　　　　　　　　　　　　　　　　　　　　創立20年・創業30周年記念。
- 1969年 - 西出商事株式会社　本社新築落成・新川給油所開設（給油所第3号）
- 1970年 - ボウリング場 赤平ボウルを開設。　　　　　　　　　　　　　　　　　　　　　　　　　　　　　　西出商事株式会社 澄川給油所開設。（給油所第4号）
- 1972年 - 長沼営業所を開設。ボウリング場 長沼ボウルを開設。
- 1973年 - 八戸事業所開設。西出商事株式会社 厚別給油所開設。(給油所第5号）

- 1975年 - 長沼ボウルを閉鎖。
- 1984年 - 江別大麻給油所を開設。
- 1985年 - 西出勝利が代表取締役に就任。
- 1987年 - 滝川営業所を開設。
- 1988年 - 赤平ボウルを閉鎖。
- 1990年 - 創業者 西出喜一が死去。
- 1992年 - 芦別営業所を開設。
- 2002年 - 子会社 西出商事株式会社を環境開発株式会社と社名変更。
- 2003年 - 保険の代理店名をのぞみ保険サービスに変更、「環境開発」において、認知症対応型共同生活介護事業所（グループホームのぞみの家）を開設。
- 2005年 - グループホームのぞみの家2号館を開設。
- 2008年 - グループホームのぞみの家3号館を開設。認知症対応型通所介護「ディサービスセンターのぞみ」開設。
- 2009年 - 1979から25年間にわたり、建設工事受注動態統計調査などに協力したことが評価され、建設工事基幹統計調査の国土交通大臣感謝状が、空知支庁長より伝達。
- 2011年 - 北海道より建設企業の「新分野進出優良建設企業表彰」を受賞。
- 2012年 - 第1回西出こども絵画コンクールを開催。通所介護「デイサービスセンターのぞみの2号館」開設。
- 2013年 - 長沼町において太陽光パネル（50kwh）を設置し、発電事業を開始。　　　居宅支援事業所を赤平市に開設
- 2014年 - 居宅支援事業所を旭川市に開設
- 2015年 - 旭川市にサービス付高齢者住宅グリーンコート永山を開設
- 2016年 -札幌市にサービス付高齢者住宅グリーンコート手稲を開設　　　　　　　　　　　　　　　インターネット接続サービス「24de光(にしでひかり)」の取扱開始
- 2018年 -創業80周年・創立70周年記念 　　　　西出達司氏　社長就任 　　　　有限会社リアンが西出グループ会社に加入

## 業務
- 総合建設部門
- エネルギー部門
- 保険部門
- 福祉部門

## その他
1954年に国木田独歩文学碑を北海道赤平市茂尻にある独歩苑に寄贈。1988年に、会社創業50周年を記念し特別養護老人ホームあかびらエルムハイツ設立準備委員会を設立し、1989年平成元年社会福祉法人赤平友愛会を設立。特別養護老人ホームあかびらエルムハイツを高齢者の為に開放した。

### 国木田独歩曽遊地・空知川畔文学碑
碑陰
余は今も尚空知川の沿　岸を思ふとあの冷厳なる自然が余を引きつけるやうに思う何故だらう
- 昭和31年9月26日建立。
- 赤平市長　遠藤勝太郎・議長　高江周三・教育長　田中吉人・寄贈者　西出喜一（西出興業創業者）。
- 所在地　北海道赤平市茂尻元町。
- 碑の寸法　碑身185センチ　横77センチ　奥行16.5センチ。
- 碑面の向き　東。
- 碑石の種類　碑身（仙台石）台石（十勝花崗岩）。
- 出典　「空知川の岸辺」。
- 揮毫者　青沼秀鳳（元岩見沢学芸大学(現北海道教育大学岩見沢校)教授）。
- 除幕年月日　昭和31年9月26日除幕。
- 碑の建立者　西出喜一。
- 碑の製作者　西出興業株式会社・山崎鶴吉。

あの冷厳なる自然が
根室本線茂尻駅から国道38号沿いに赤平駅に向かって15分程歩くと独歩苑と称する小公園がある。独歩苑からは、間近に雄大な空知川を見下ろすことができる。この苑内に国木田独歩文学碑は立っている。昭和24年、赤平町長三上貫一を中心に木碑が建てられ、次いで昭和31年赤平市初代市長となった三上、当時の教育長　田中吉人の間に、石碑建立の話がもちあがり、当時の教育委員長　西出喜一に依頼、健碑の運びとなる。独歩が空知川を臨んだと思われる、現在の独歩苑の場所が三上によって選ばれ、西出の経営する西出興業の手で現在の碑が建てられた。
撰文は、三上、田中により、岩見沢学芸大学教授　青沼秀鳳が揮毫した。また、健碑の性格を全市的なものにするため、碑陰には発起人として、当時の市長、教育長、議長の名前が寄贈者の西出の名前とともに刻まれている。

## 関連会社
- 西出ハイヤー
- 光文堂
- 環境開発
- 有限会社リアン

## 関連法人
- 社会福祉法人赤平友愛会